# Lærkefalk
Lærkefalken (Falco subbuteo) er en mellemstor falk. Den yngler med nogle få par i Danmark (omkring 17 par i 2011). Lærkefalken er udbredt i det meste af Europa og Asien og desuden ganske lokalt enkelte steder i Nordvestafrika. Den er regnet som kritisk truet på den danske rødliste 2019.

## Udseende og kendetegn
Lærkefalken kan kendes på sine lange slanke vinger, og hurtige, "svaleagtige" flugt. Den kan forveksles med Aftenfalken.
Den kan blive 34 cm lang og få et vingefang på 70-84 cm. Hunnerne er størst og vejer mellem 140 og 340 gram, mens hannerne vejer 130 - 230 g.

## Levevis
Føden består af småfugle og insekter (i Danmark fortrinsvist guldsmede).
Lærkefalken er yngletrækfugl og ankommer fra slutningen af april til ind i maj.
Den lægger kun et kuld om året på 2-3 æg midt i juni. Reden anbringes i forladte fuglereder fx gamle krage- eller rovfuglereder. Rugetiden er 28-31 dage og ungerne fodres i 28-34 dage.

## Træk
Der passerer også en del trækgæster som yngler i Norge og Sverige. Skagen er den klart bedste lokalitet i Danmark til at se trækkende lærkefalke med op til et par hundrede på et godt forår. Landet forlades igen i september – oktober.